# Dundun

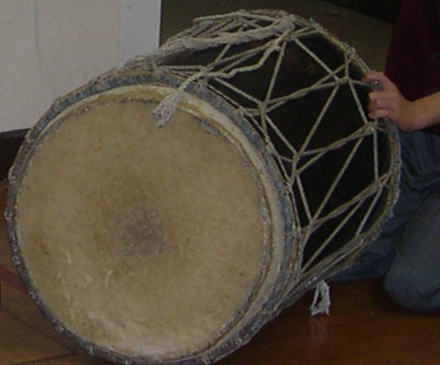
Dundun z Gambii

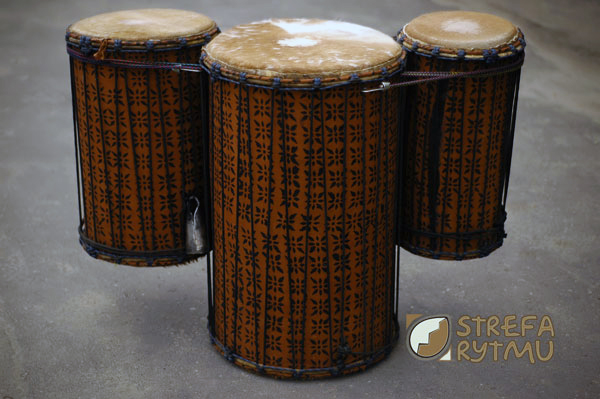
Trzy dunduny: kenkeni, sangban i dundunba

Dundun – pochodzący z Afryki Zachodniej bęben cylindryczny. 
Korpus dunduna wykonany jest tradycyjnie z wydrążonego pnia drzewa. Z obu stron korpusu naciągana jest membrana wykonana najczęściej ze skóry krowiej, czasem koziej (w instrumentach używanych przez grupę etniczną khassonke zamieszkującą region Kayes na północy Mali).
Dawniej do połączenia obu membran i zamocowania ich na korpusie używano rzemieni, a bęben strojono przez przystawienie go do ognia. Obecnie system rzemieni zastąpiony został linkami z tworzyw sztucznych.
Pierwotnie w skład orkiestry wchodziło od 1 do 3 dundunów, których nazwy zmieniały się wraz z regionem. W nowoczesnych grupach perkusyjnych dundunów może być nawet 4, 5 lub więcej.
Najbardziej znana tradycja bębniarska związana z dundunami pochodzi od ludów Malinke z północnej Gwinei. Najczęściej muzyka grana na dundunach zbudowana jest z wielokrotnie powtarzających się fraz o różnej długości.
W skład orkiestry malinke wchodzą najczęściej 3 dunduny:
- kenkeni – najmniejszy z dundunów, jego fraza jest najkrótsza i pełni rolę stałego punktu odniesienia, uzupełniając jednocześnie melodię rytmu. Muzyk grający na kenkeni może powtórzyć swą frazę nawet kilkunastokrotnie, zanim pozostali muzycy grający na dundunach zagrają swe frazy tylko raz. Kenkeni nie wykonuje wariacji. Muzyk grający na tym bębnie w danym rytmie gra niezmiennie tę samą melodię.
- sangban – w muzyce malinke średni co do wielkości a zarazem najważniejszy dundun. On określa rytm, który w danej chwili jest grany, daje sygnały prowadzące orkiestrę za tancerzem poprzez dany utwór muzyczny. Sangban może grać wiele wariacji, dodając urozmaicenia do melodii macierzystej, co powoduje, że rytm cały czas się zmienia, mimo że w tle ciągle brzmi melodia, od której sangban zaczął grać swój rytm.
- dundun lub dundunba (ba w językach Mande znaczy duży) – największy rozmiarem dundun, dostarcza basowego brzmienia orkiestrze bębniarskiej. Jego melodia oplata i niejako zawiera w sobie melodię graną przez sangban. Tworzy tło, na którym sangban może się wypowiedzieć, tworząc ostateczny kształt danego rytmu i melodii bębnów.

Orkiestrę dundunów uzupełniają bębny djembe, które grają swe partie akompaniamentów oraz solo podkreślające ruch tancerza.
Tradycyjnie na dundunach gra się w pozycji poziomej, kładąc je bokiem na ziemi lub krześle. Muzyk dundunfola gra na jednej membranie za pomocą drewnianej pałki, drugą ręką gra natomiast na dzwonku, przytwierdzonym do dunduna za pomocą sznurka.
Drugą bardzo znaczącą tradycją związaną z bębnami dundun jest ta pochodząca od ludu Khassonke z regionu Kayes w Mali. Dundunfola khassonke są jedynymi dundunfola o statusie griota. To właśnie wyróżnia dundunfola oraz tamafola khassonke (muzyk grający na bębnie tama) od pozostałych bębniarzy regionu Afryki Zachodniej.
Khassonke używają dundunów naciągniętych skórą kozy, dzwonek trzymają przywiązany do palców, nie zaś do bębna, a bębnów w zestawie mają tylko dwa:
- konkoni - mniejszy akompaniujący dundun, grający niezmiennie jedną frazę;
- dundun - większy instrument, pełniący rolę solową i wiodącą w orkiestrze.

Tradycyjna grupa Khassonke nie zawiera bębnów djembe, a rolę solową i akompaniującą do tańca pełni muzyk grający na większym z dundunów.
Khassonke swymi rytmami akompaniują głównie do utworów i tańców związanych z afrykańską kastą griotów.